# Gallirallus philippensis
Gallirallus philippensis é uma espécie de ave da família dos ralídeos. Esta espécie é composta por várias subespécies encontradas em grande parte da Australásia e região do sudoeste do Pacífico, incluindo as Filipinas (onde é conhecido como tikling), Nova Guiné, Austrália, Nova Zelândia, e numerosas ilhas menores.

## Descrição
É uma ave predominantemente terrestre do tamanho de uma pequena galinha doméstica, com dorso maioritariamente castanho, pluma finamente anilhada a preto e branco, sobrancelha branca, banda castanha a correr do bico à volta da nuca, com uma banda amarela no peito. Geralmente é bastante tímido, mas pode se tornar muito manso e ousado em algumas circunstâncias, como em resorts insulares na região da Grande Barreira de Corais.
É um necrófago onívoro que se alimenta de uma variedade de invertebrados terrestres e pequenos vertebrados, sementes, frutas caídas e outras matérias vegetais, bem como carniça e refugo. Seu ninho está geralmente situado em vegetação densa de gramíneas ou arbustos perto da água, com um tamanho de ninhada de 3-4. Embora algumas populações de ilhas possam ser ameaçadas, ou mesmo exterminadas, por predadores introduzidos, a espécie como um todo parece estar segura e seu estado de conservação é considerado de menor preocupação.

## Evolução
Numerosas subespécies são reconhecidas para o ferroviário amarelo por causa da dispersão repetida de pássaros nas ilhas do Pacífico, frequentemente seguida por efeitos fundadores e redução do potencial de fluxo gênico. O weka na Nova Zelândia evoluiu de uma linhagem com ancestralidade comum para as modernas populações ferroviárias de cauda amarela e mudou com o tempo para se tornar incapaz de voar.

## Subespécie
As subespécies descritas incluem: 
- H. p. almiralitatis (Stresemann, 1929), Ilhas do Almirantado
- H. p. anachoretae (Mayr, 1949), Ilhas Anchorite, PNG

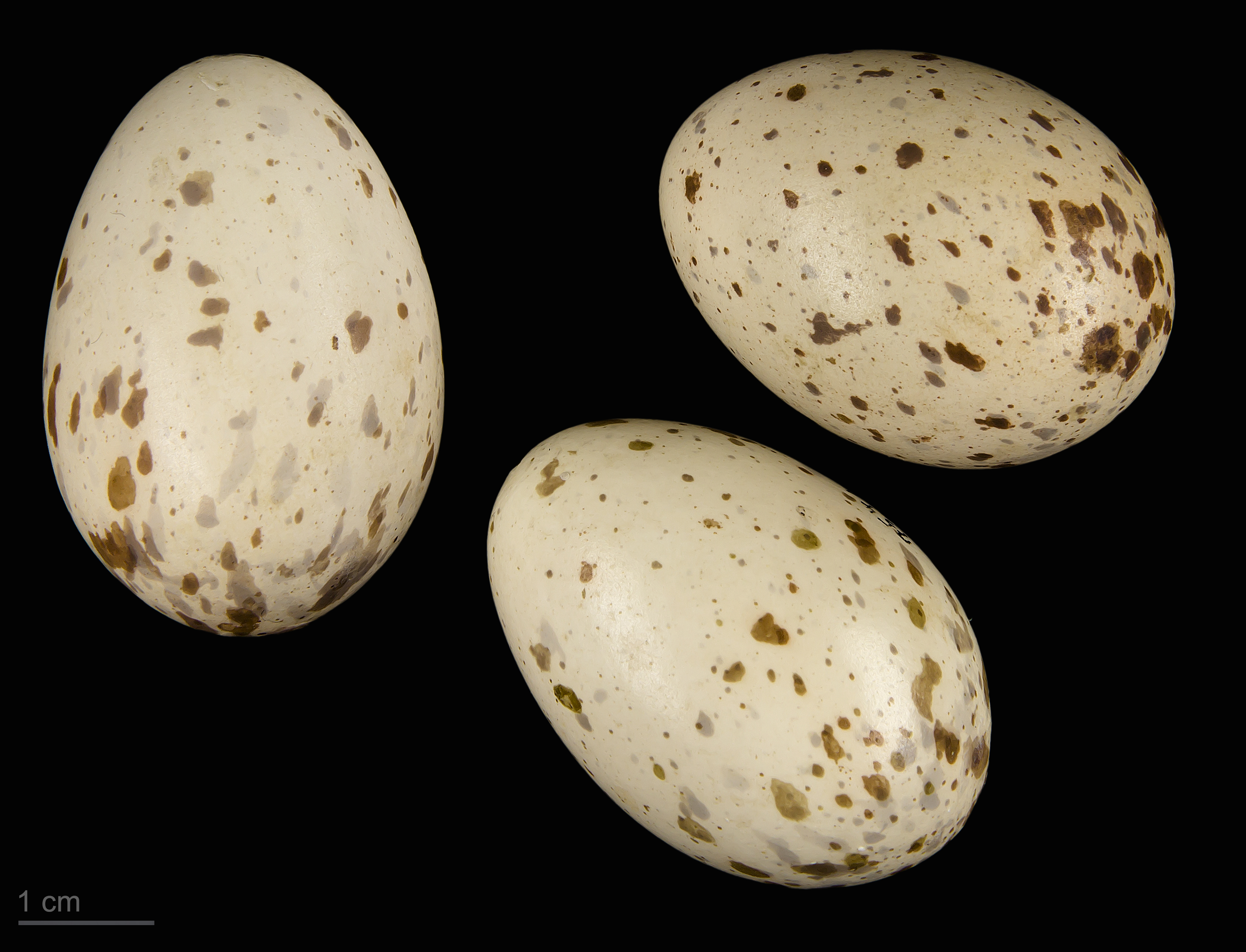
Gallirallus philippensis - MHNT

- Gallirallus philippensis - MHNTH. p. andrewsi (Mathews, 1911), Cocos buff-banded rail, endêmica das Ilhas Cocos (Keeling), ameaçada de extinção
- H. p. assimilis (GR Gray, 1843), Nova Zelândia
- H. p. Chlandleri, Sulawesi do Norte
- H. p. christophori (Mayr, 1938), Ilhas Salomão
- H. p. ecaudatus (JF Miller, 1783), (SW do Pacífico)
- H. p. goodsoni (Mathews, 1911), Samoa e Niue Ilhas
- H. p. lacustris (Mayr, 1938), (Nova Guiné)
- H. p. lesouefi (Mathews, 1911), New Hanover, Ilhas Tabar e Tanga, possivelmente Nova Irlanda
- H. p. macquariensis (Hutton, 1879), ferrovia da Ilha Macquarie, endêmica da Ilha Macquarie, extinta
- H. p. mellori (Mathews, 1912), Tasmânia e Austrália continental
- H. p. meyeri (Hartert, 1930), Ilha Witu, PNGLady Elliot Island, Qld, Australia
- H. p. pelewensis (Mayr, 1933), Palau
- H. p. philippensis (Linnaeus, 1766), Filipinas, Ilhas Sulawesi, Buru e Sunda
- H. p. praedo (Mayr, 1949), Ilha Skoki, Ilhas do Almirantado
- H. p. randi (Mayr & Gilliard, 1951)
- H. p. reductus (Mayr, 1938), norte da Nova Guiné
- H. p. sethsmithi (Mathews, 1911), Vanuatu, Fiji
- H. p. swindellsi (Mathews, 1911), Nova Caledônia e Ilhas Loyalty
- H. p. tounelieri Schodde & Naurois, 1982, Coral Sea Islands
- H. p. wahgiensis (Mayr & Gilliard, 1951), planalto central da Nova Guiné
- H. p. Wilkinsoni (Mathews, 1911), Flores
- H. p. xerophilus (Bemmel & Hoogerwerf, 1940), (Indonésia)
- H. p. yorki, Molucas, oeste e sul da Nova Guiné

## Galeria e mídia

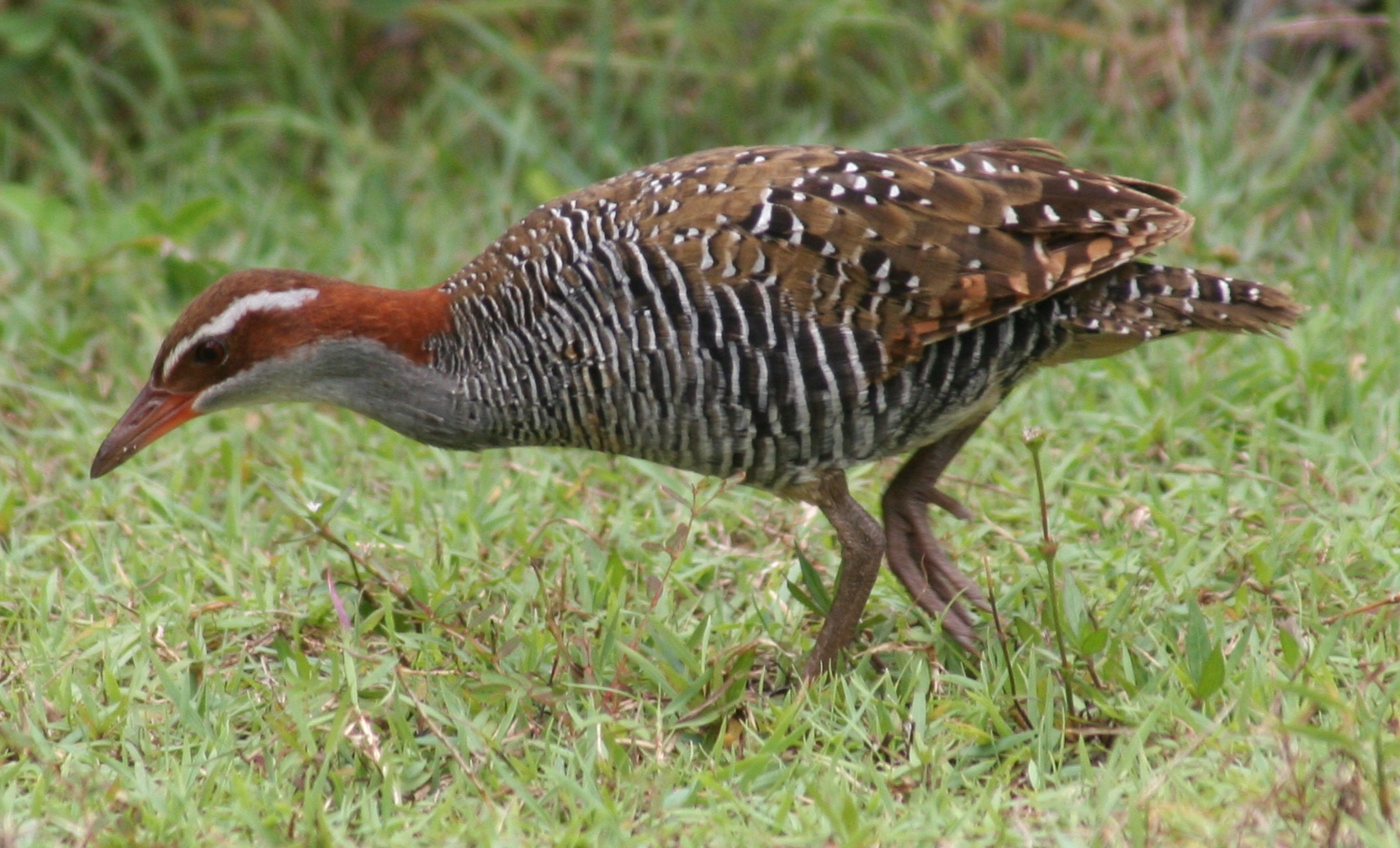
Buff-banded rail, G. philippensis, ilha Fafa,  Tonga
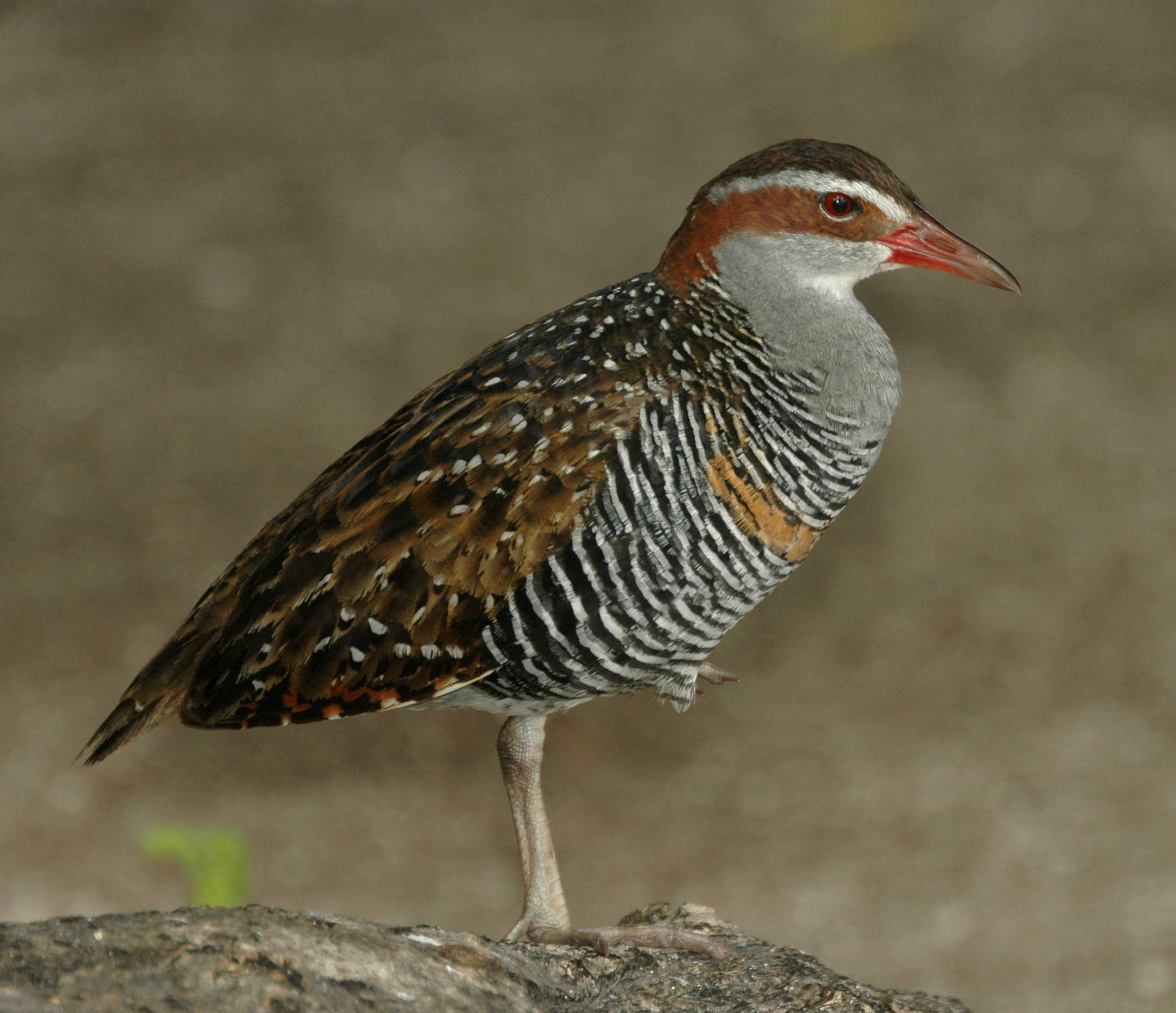
Raça da Austrália Oriental G. p. mellori
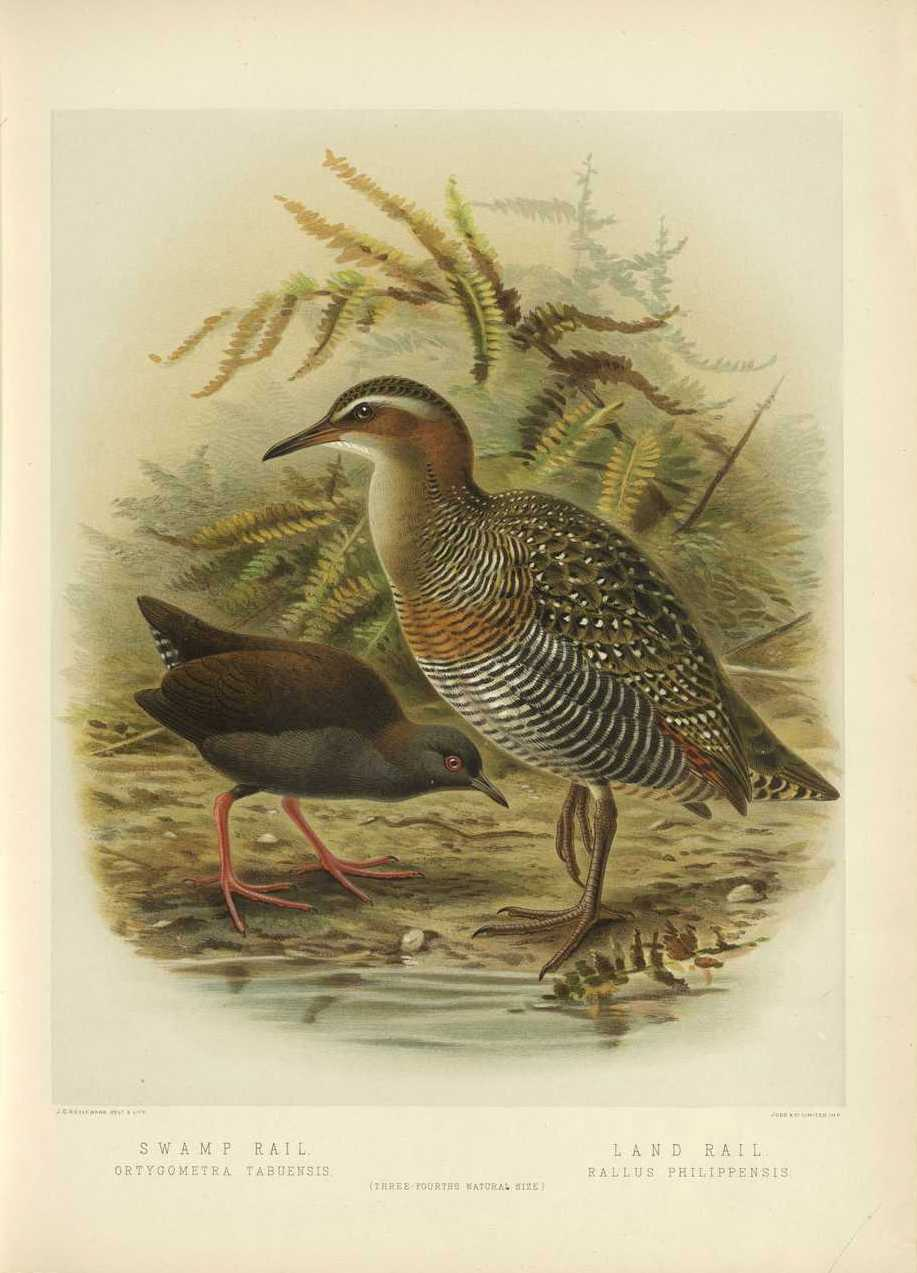
Extintos Ilhas Carolinas ferroviário Porzana Monasa, à esquerda, com G. philippensis
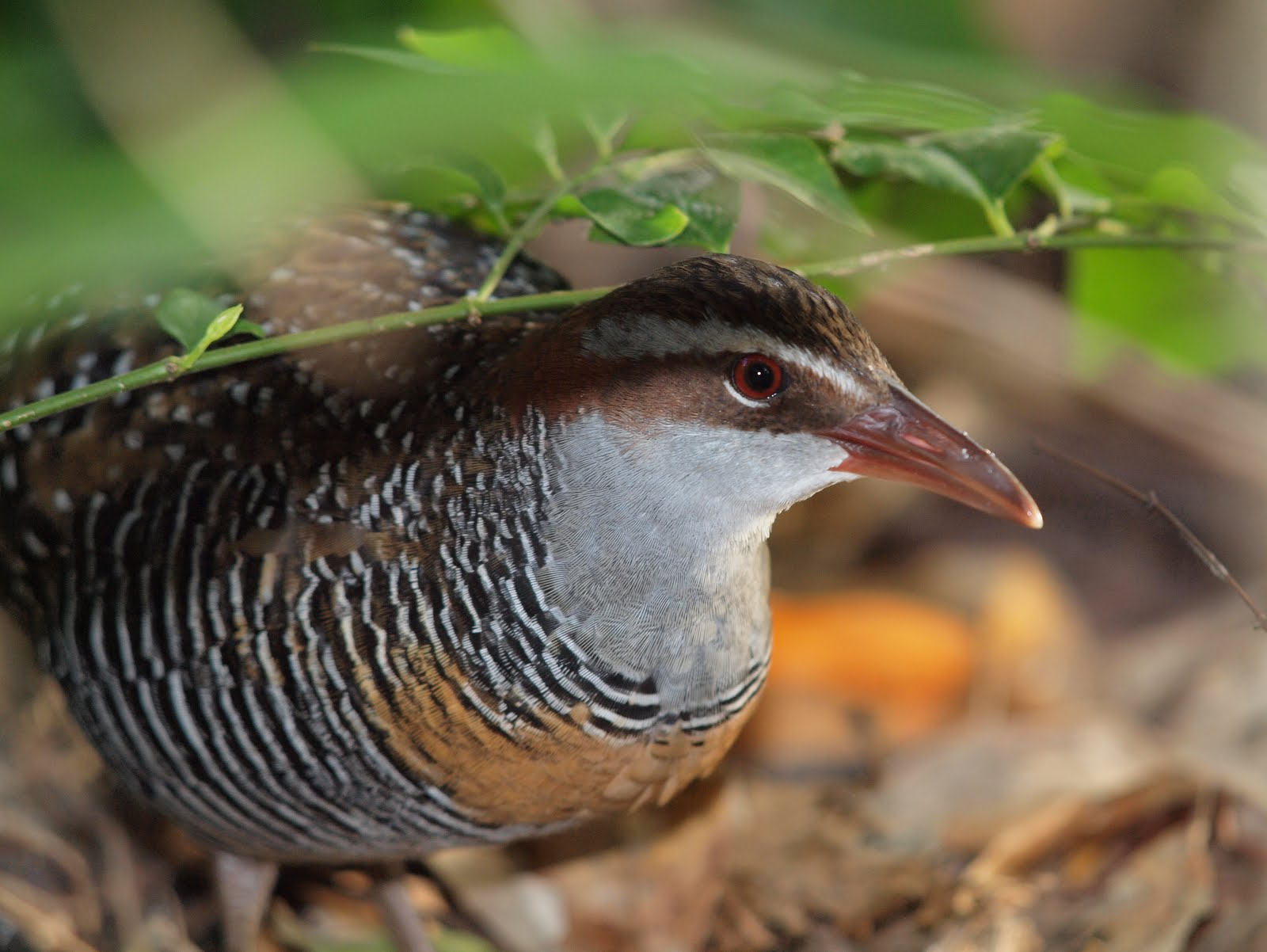
Ferrovia com faixas amarelas no Green Island National Park, Green Island, Queensland, Austrália
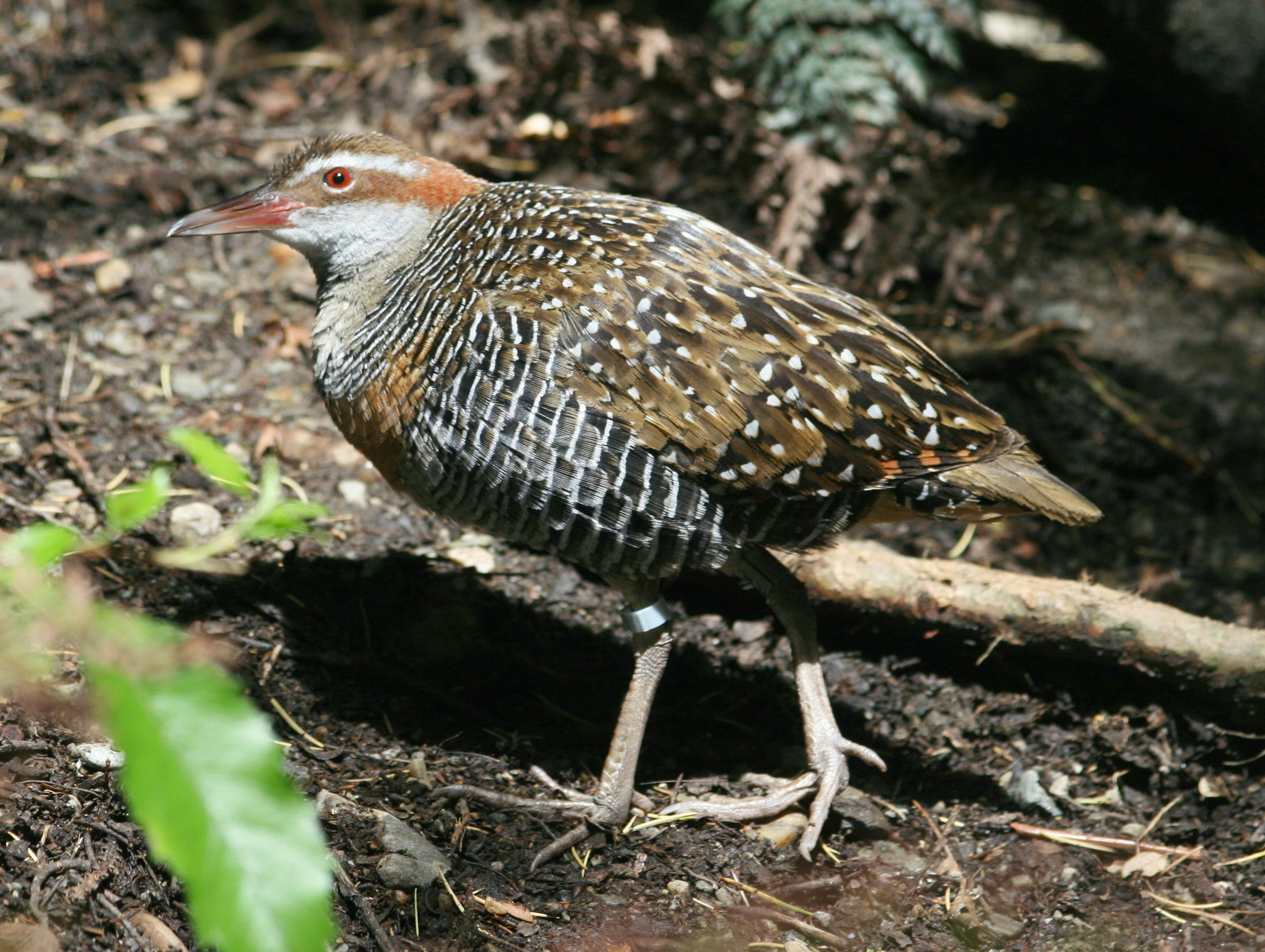